# Tigray Stadium
Tigray Stadium – piłkarski stadion w mieście Mekelie, w Etiopii. Pojemność stadionu wynosi 10 000 widzów. Swoje spotkania rozgrywają na nim piłkarze klubów: Mekelle 70 Enderta FC, Trans Ethiopia i Guna Nigd.